# 混乱
| ウィキペディアには「混乱」という見出しの百科事典記事はありません（タイトルに「混乱」を含むページの一覧/「混乱」で始まるページの一覧）。 代わりにウィクショナリーのページ「混乱」が役に立つかもしれません。 |